# Pałac Pod Blachą

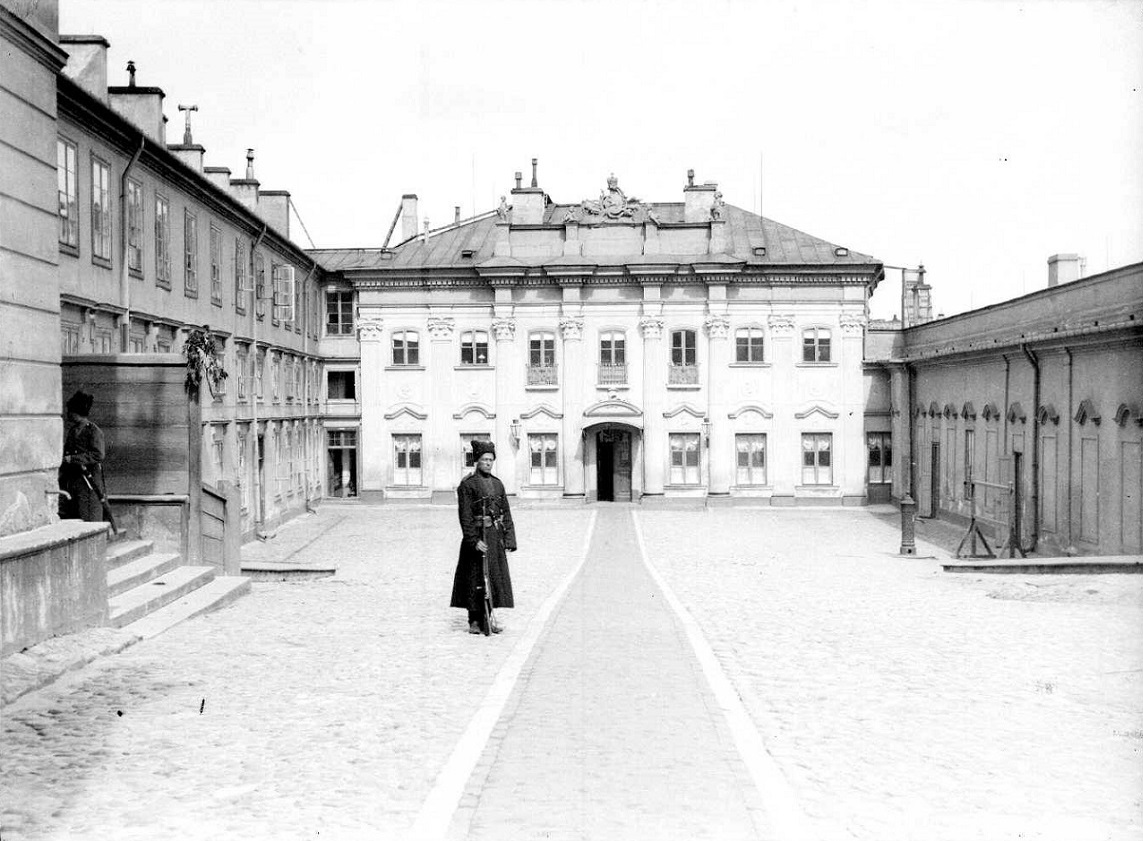
Pałac Pod Blachą (ok. 1910)

Pałac Pod Blachą, także pałac Lubomirskich – późnobarokowy pałac znajdujący się u podnóża Zamku Królewskiego w Warszawie.

## Historia
W 1651 królewski płatnerz Wawrzyniec Reffus rozpoczął w miejscu obecnego pałacu budowę jednopiętrowej kamienicy.
Odbudowany po zniszczeniu w 1657 przez wojska Rakoczego budynek został następnie przebudowany w latach 1698–1701 dla podkomorzego wielkiego koronnego Jerzego Dominika Lubomirskiego na pałac z dodaniem południowego skrzydła na nasypie. W latach 1720–1730 został przebudowany w stylu późnobarokowym przez Jakuba Fontanę. Dobudowano wtedy dwa skrzydła boczne, a budynek w miejsce dachówki nakryto nietypowo blachą, której zawdzięcza swoją nazwę. Elewację frontową ozdobiono czterema korynckimi kolumnami. Taką formę budynek zachował do dziś.
W 1776 pałac został zakupiony przez Stanisława Augusta Poniatowskiego z przeznaczeniem na mieszkania dla dworzan i włączony do zespołu zabudowań zamkowych. Rezydował tam m.in. marszałek wielki koronny Michał Jerzy Mniszech. Skrzydło północne nadbudowano o dwa piętra i połączono z Biblioteką Królewską. W 1794 król przekazał pałac swemu bratankowi księciu Józefowi Poniatowskiemu, który wprowadził się do niego w 1798. Wraz z nim w pałacu zamieszkały jego siostra Maria Teresa z Poniatowskich Tyszkiewiczowa oraz francuska przyjaciółka, Henrietta z Rarbatan hrabina de Vauban. Hrabina mieszkała w pałacu przez 17 lat.
Od 1798 pałac stał się jednym z najsłynniejszych salonów Warszawy, miejscem wystawnych przyjęć, balów i przedstawień teatralnych. Po opuszczeniu w 1806 Warszawy przez wojsko i administrację pruską, książę gościł w nim m.in. marszałka Francji Joachima Murata. Po objęciu w 1807 przez Poniatowskiego stanowiska ministra wojny Księstwa Warszawskiego stał się siedzibą nowego ministra i jego kancelarii.
Po śmierci księcia Józefa Poniatowskiego w 1813 pałac odziedziczyła Maria Teresa z Poniatowskich Tyszkiewiczowa, która w 1820 sprzedała go carowi Aleksandrowi I. W pałacu znalazły się mieszkania i stancje służby zamkowej oraz siedziba urzędów generał-gubernatorów warszawskich.
W 1918 pałac przekazano Ministerstwu Spraw Wojskowych, a od 1920 pełnił funkcję gmachu reprezentacyjnego Rzeczypospolitej. W 1924 w skrzydle południowym zamieszkał Stanisław Przybyszewski.
W latach 1926–1939 w pałacu mieściły się biura Kancelarii Prezydenta oraz mieszkania. W wyniku przebudowy przeprowadzonej w latach 1932–1937 rozebrano dwa piętra nad skrzydłem północnym i przywrócono wysoki dach obniżony w połowie XIX wieku.
W czasie II wojny światowej korpus główny i południowe skrzydło pałacu zostały spalone przez Niemców. Po wojnie w północnym skrzydle ulokowano Archiwum Główne Akt Dawnych, a w 1947 biuro budowy Trasy W-Z. Pałac został odbudowany w latach 1948–1949 według projektu Stanisława Barana. Rozebranie, w związku z budową Trasy W-Z, wiaduktu Pancera, pozwoliło na lepsze wyeksponowanie budynku.
W latach 1951–1988 pałac był siedzibą naczelnego architekta m.st. Warszawy. W 1988 został przekazany Zamkowi Królewskiemu.
W latach 2004–2008 pałac został poddany remontowi, konserwacji, rewitalizacji i dostosowany do funkcji muzealnych i edukacyjnych. Stałymi ekspozycjami są wystawa kobierców wschodnich Fundacji Teresy Sahakian (skrzydło południowe) oraz pokoje na pierwszym piętrze poświęcone księciu Józefowi Poniatowskiemu. W 2011 udostępniono zwiedzającym Apartament Poniatowskiego, w którym książę mieszkał w latach 1798–1813.

## Opis
Od strony zamku budynek posiada dwie kondygnacje, natomiast od strony skarpy wiślanej cztery. Dach korpusu głównego jest czterospadowy z lukarnami, natomiast dachy skrzydeł bocznych są płaskie.
Swą nazwę pałac zawdzięcza nietypowemu w tamtych czasach pokryciu blachą miedzianą, aczkolwiek wcześniej w II poł. XVIII wieku był pokryty dachówką, co uwiecznił na swoim obrazie Bernardo Belotto zwany Canaletto.

### Ważniejsze pomieszczenia
- Klatka schodowa
- Westybul Górny
- Salon
- Pokój Adiutanta
- Kancelaria Sztabowa
- Kancelaria Wojenna
- Pokój Sypialny
- Przedpokój Książęcia
- tzw. Loża Masońska – piwnica o wymiarach 14 x 5 metrów z II poł. XVII wieku nakryta sklepieniem kolebkowym z sześcioma lunetami[21][22]. We wnękach znajdują się figury kamienne m.in. Zeusa, Herkulesa, Aresa, Demeter, Ateny oraz starca z brodą i koroną na głowie[21][22]. Nie ma jednak żadnych dowodów na to, że piwnica pełniła funkcje loży masońskiej[22]. Mogła służyć do przechowywania wina[23].

## Galeria

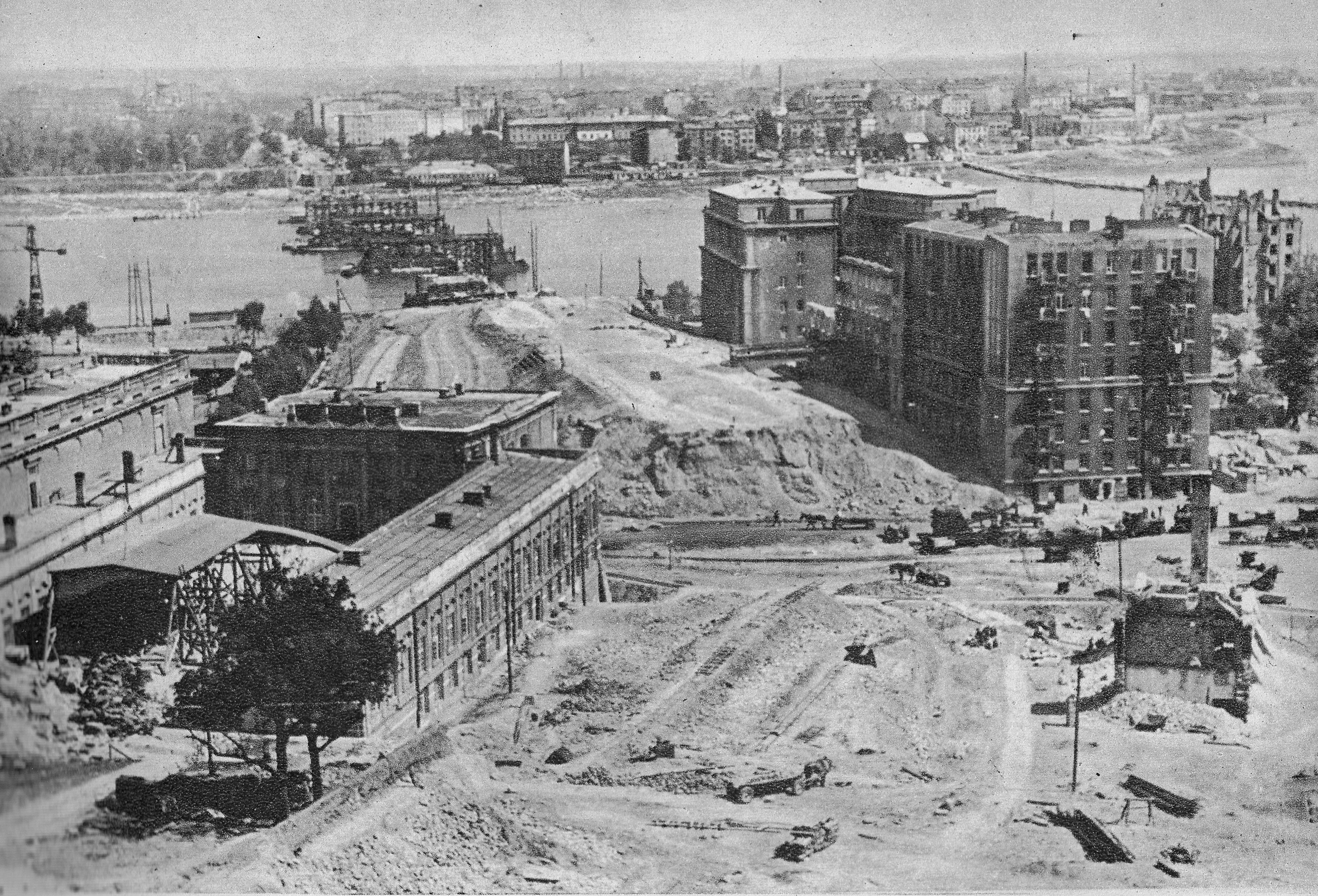
Pałac (po lewej) w czasie budowy mostu Śląsko-Dąbrowskiego
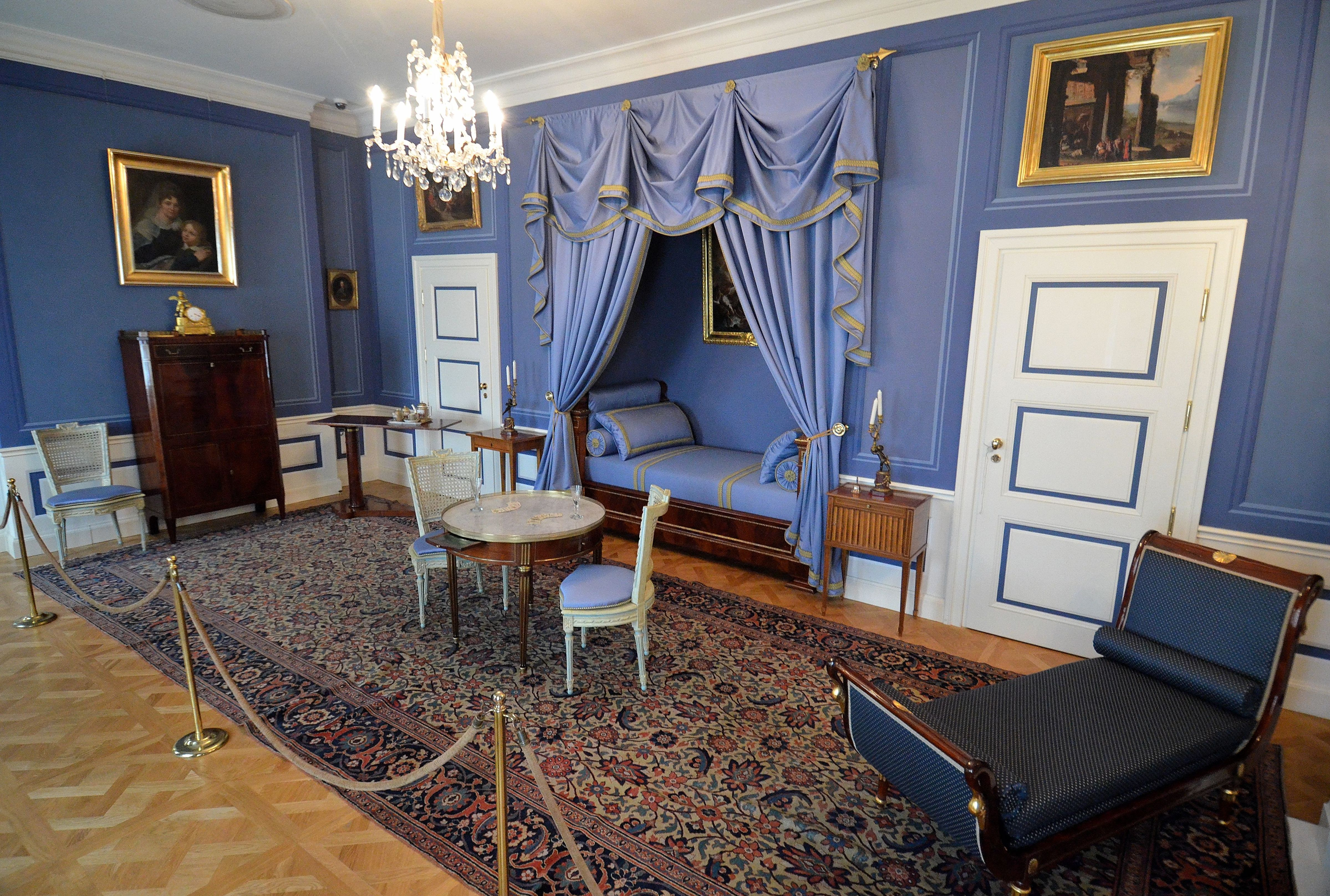
Pokój Sypialny
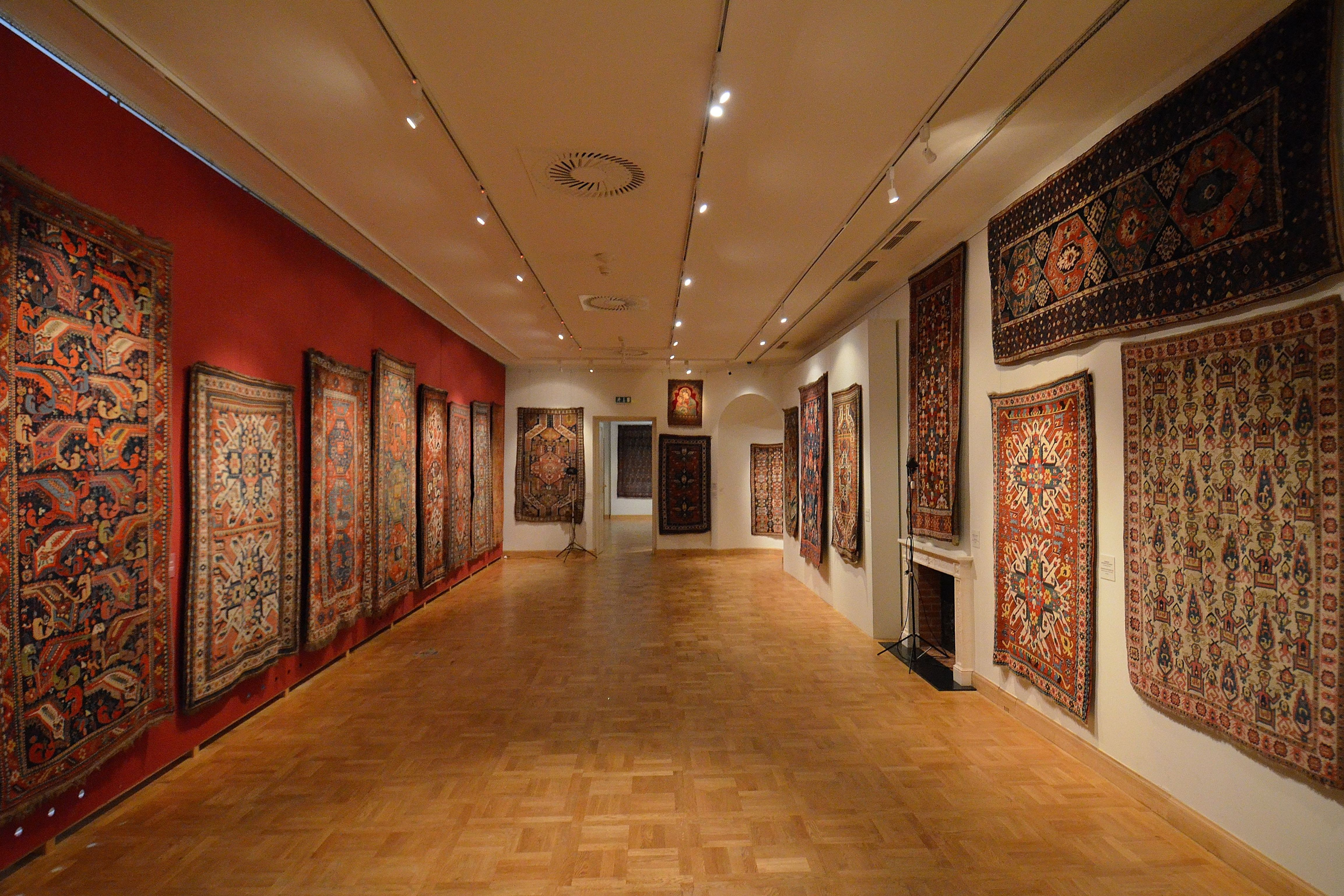
Wystawa kobierców Fundacji Teresy Sahakian
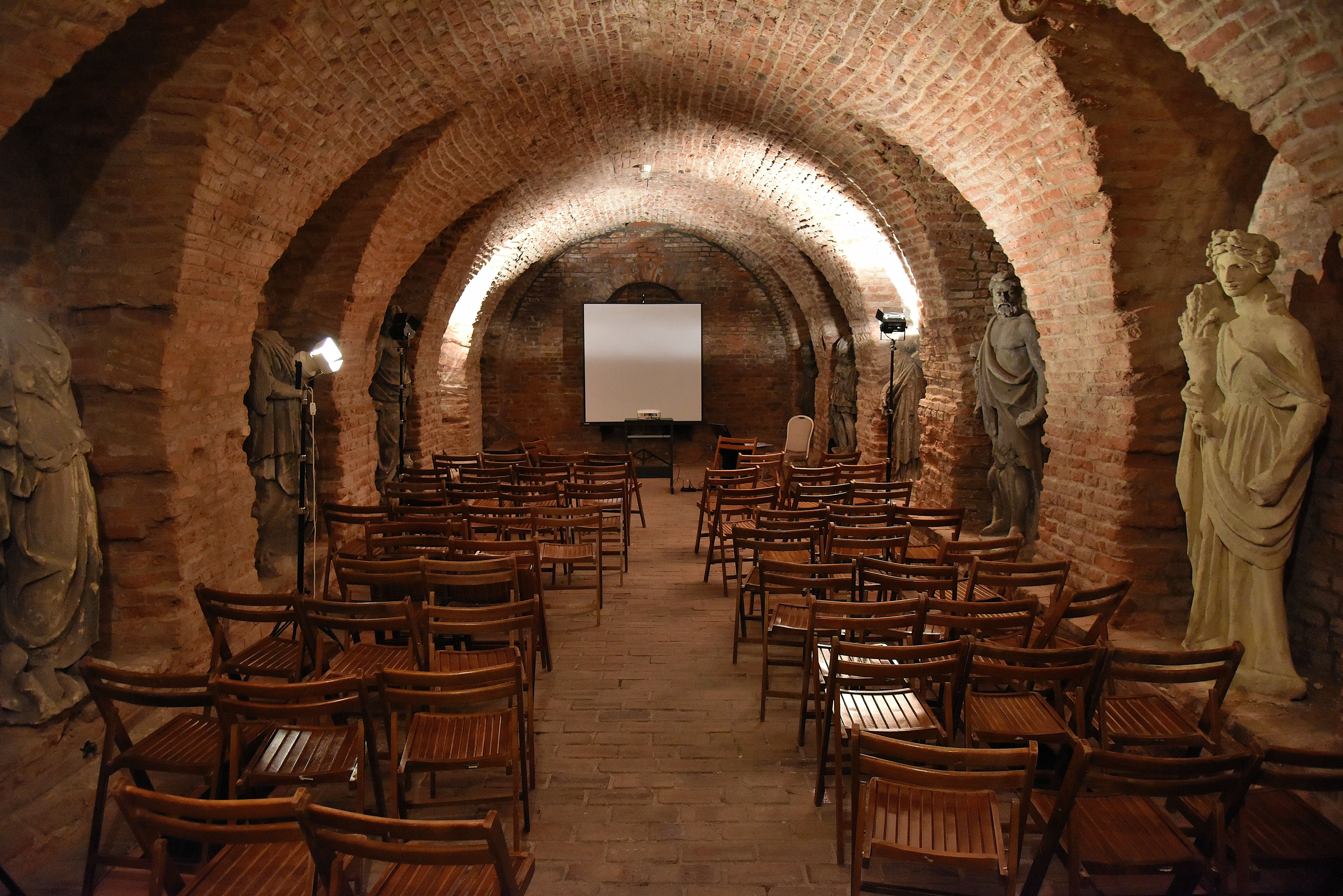
Piwnica – tzw. Loża Masońska, widoczne rzeźby ustawione we wnękach